# Liga de la Paz y la Libertad
La Liga de la Paz y la Libertad fue una organización promotora del pacifismo y el federalismo europeo, fundada en Ginebra en 1867 por el saintsimoniano Charles Lemonnier. Su lema fue si vis pacem, para libertatem. 
Su congreso inaugural originalmente fue previsto para el 5 de septiembre de 1867 en Ginebra. Emile Acollas creó el Comité Organizador de la Liga que obtuvo el apoyo de John Stuart Mill, Elisée Reclus y su hermano Élie Reclus. Otros partidarios notables incluían a activistas, revolucionarios e intelectuales de la época como Victor Hugo, Giuseppe Garibaldi, Louis Blanc, Edgar Quinet, Jules Favre y Alexander Herzen. Diez mil personas de toda Europa firmaron peticiones en apoyo a tal congreso.
También contó con la participación de la Asociación Internacional de Trabajadores (AIT), invitando a las secciones de la Internacional y a sus líderes, incluyendo a Karl Marx, para asistir al Congreso. La Liga decidió aplazar la apertura del congreso hasta el 9 de septiembre, a fin de que los delegados del Congreso de Lausana de la AIT (que se celebró en septiembre 2-8) pudiesen tomar parte.
Mijaíl Bakunin también jugó un rol prominente en la Conferencia de Génova, e integró el Comité Central.
La conferencia de fundación tuvo una asistencia de 6.000 personas.

## Otros miembros
- Émilie de Morsier